# Новобаженовський сільський округ
Новобаже́новський сільський округ (каз. Новобаженово ауылдық округі, рос. Новобаженовский сельский округ) — адміністративна одиниця у складі Жанасемейського району Абайської області Казахстану. Адміністративний центр — село Новобаженово.
Населення — 2296 осіб (2021; 3247 у 2009, 3586 у 1999, 4380 у 1989).
Станом на 1989 рік існували Новобаженовська сільська рада (Баженово, Климентьєвка, Новобаженово) та Булацька сільська рада (села Булак, Талди-Курган) колишнього Жанасемейського району. 2017 року було ліквідовано село Талдикорган.

## Склад
До складу округу входять такі населені пункти:
| Населений пункт    | Старі назви  | Населення, осіб (1989) | Населення, осіб (1999) | Населення, осіб (2009) | Населення, осіб (2021) |
| ------------------ | ------------ | ---------------------- | ---------------------- | ---------------------- | ---------------------- |
| Баженово, село     | -            | 408                    | 333                    | 321                    | 120                    |
| Булак, село        | -            | 1086                   | 729                    | 675                    | 557                    |
| Климентьєвка, село | -            | 482                    | 410                    | 308                    | 121                    |
| Новобаженово, село | -            | 2236                   | 2040                   | 1914                   | 1498                   |
| Талдикорган, село  | Талди-Курган | 168                    | 74                     | 29                     | -                      |